# Gemeni monozigoți

Ilustrarea diferitelor tipuri de anexe embrionare - corion, sac amniotic, placentă - în cazul gemenilor monozigoți în funcție de momentul în care a avut loc scindarea celulei-ou.

Gemenii monozigoți, gemenii univitelini, gemenii adevărați sau gemenii identici sunt gemenii care provin din scindarea unui singur ovul fecundat înainte de ziua a 14-a de dezvoltare intrauterină. Provenind dintr-o singură celulă-ou, cei doi gemeni posedă același patrimoniu genetic și, deci, au același sex. Spre deosebire de aceștia, gemenii dizigoți provin din fecundarea a două ovule diferite de către doi spermatozoizi diferiți. Gemenii dizigoți sunt din punct de vedere genetic 2 frați obișnuiți, dar care s-au dezvoltat simultan (sunt rezultați din aceeași sarcină). 
În funcție de momentul în care are loc scindarea celulei-ou gemenii monozigoți pot fi:
- dicorionici, diamniotici. Scindarea are loc înainte de ziua a treia, fiecare din cei doi gemeni având propriile sale anexe embrionare (corion, sac amniotic, placentă);
- monocorionici, diamniotici. Scindarea are loc între zilele 4-8, fiecare din cei doi gemeni având propriul sac amniotic însă doar un singur corion și o singură placentă;
- monocorionici, monoamniotici. Scindarea are loc între zilele 8-13, cei doi gemeni având un singur corion, un singur sac amniotic și o singură placentă);
- gemeni siamezi. Scindarea are loc între zilele 13-15, separarea fiind incompletă, cei doi gemeni fiind conectați în unele părți ale corpului și putând avea deseori anumite organe în comun.

Gemenii monozigoți au același patrimoniu genetic; în unele situații însă, pot apărea variații datorită mutațiilor somatice localizate doar la unul din gemeni:
- anomalii cromozomice; în cazuri foarte rare unul din gemeni își piede cromozomul Y și se dezvolta cu sex feminin, fiind afectat de sindromul Turner caracterizat prin nanism și lipsa dezvoltării ovariane.
- mutații genice, unul din gemeni putând avea o boală ereditară, celalalt nefiind afectat.